# Seneca (New York)
Pour les articles homonymes, voir Seneca.
Seneca est une ville du comté d'Ontario, dans l'État de New York, aux États-Unis,. En 2010, elle comptait une population de 2 721 habitants.

## Démographie
Lors du recensement de 2010, la ville comptait une population de 2 721 habitants. Elle est estimée, en 2016, à 2 711 habitants.